# Галліавола
Галліавола, Ґалліавола (італ. Galliavola) — муніципалітет в Італії, у регіоні Ломбардія,  провінція Павія.
Галліавола розташована на відстані близько 470 км на північний захід від Рима, 50 км на південний захід від Мілана, 28 км на захід від Павії.
Населення — 212 осіб (2014).

## Демографія
Населення за роками:

Станом на 1 січня 2023 року в муніципалітеті офіційно проживало 6 іноземців з 5 країн, серед них 3 громадяни країн Євросоюзу та 2 громадяни України.

## Сусідні муніципалітети
- Феррера-Ербоньйоне
- Ломелло
- П'єве-дель-Каїро
- Вілла-Біскоссі